# Лапуэнт, Савиньен
Савиньен Лапуэнт, Лапуант (фр. Savinien Lapointe; 28 февраля 1812, Санс — 29 декабря 1893, Суси) — французский поэт, сочинитель песен и участник гогетт XIX века.

## Биография
Савиньен Лапуэнт родился в городе Санс во французском департаменте Йонна, в Бургундии 28 февраля 1812 года, но почти всю жизнь провел в Париже. Его отец был сапожником, а мать — экономкой. В юности Лапуэнт работал в сапожной артели.
Во время Июльской революции 1830 года Савиньен Лапуэнт сражался на стороне бонапартистов. Позднее он был арестован и в 1832 году посажен в тюрьму Сент-Пелаж, где и начал свои литературные опыты. Свои первые стихи Лапуэнт опубликовал в рабочей газете «La Ruche Populaire».
Репутация Лапуэнта как поэта быстро росла и он был хорошо известен своим современникам. О творчестве Лапуэнтa положительно отзывались Ламенне, Эжен Сю, Беранже, Жорж Санд и Виктор Гюго. Сам Лапуэнт считал себя учеником Беранже, которому впоследствии посвятил «Mémoires sur Béranger» (1857).
Савиньен Лапуэнт умер в Суси 29 декабря 1893 года.